# Nhận nuôi thú cưng
Nhận nuôi thú cưng (Pet adoption) là quá trình nhận lãnh cái trách nhiệm đối với thú cưng mà chủ trước đó đã bỏ rơi chúng hoặc đẩy bỏ vào một nơi trú ẩn (shelter) hoặc phó mặc cho các tổ chức cứu hộ động vật. Những con vật nuôi có thể tìm kiếm và nhận nuôi phổ biến từ các trại động vật và các nhóm cứu hộ. Một số tổ chức cho người nhận nuôi quyền sở hữu vật nuôi, trong khi những tổ chức khác sử dụng mô hình giám hộ (tức là cho nuôi nhưng có sự giám sát), trong đó các tổ chức giữ lại một số quyền kiểm soát đối với việc sử dụng hoặc chăm sóc con vật trong tương lai. Hiện nay, các trang web nhận nuôi thú cưng trực tuyến có cơ sở dữ liệu về thú cưng được nuôi dưỡng bởi hàng nghìn trại động vật và nhóm cứu hộ và công chúng có thể tìm kiếm được.

## Tổng quan
Các lý do khiến vật nuôi bị vứt bỏ hay vật nuôi bị bỏ rơi (Abandoned pet) có thể là do dị ứng, chủ sở hữu vật nuôi chết, ly hôn, sinh con hoặc chuyển chỗ ở. Nhiều người đối phó với vật nuôi không mong muốn của họ theo nhiều cách, một số người cho thú cưng của họ một cái chết êm ái (còn được gọi an tử động vật hoặc cho đi ngủ-putting to sleep), trong khi những người khác cho rằng hành động cho chúng chết là một lựa chọn nhân đạo hơn là việc để nhốt những con thú cưng trong lồng trong thời gian dài. Những người khác thì hành xử đơn giản là chỉ cần thả con vật cưng vào tự nhiên hoặc bỏ rơi nó, với mong muốn rằng nó sẽ có thể tự chăm sóc hoặc nó sẽ được tìm thấy và nhận nuôi. Thông thường, những con vật cưng này không chịu nổi cái đói, thời tiết, dễ bị tai nạn giao thông (thú chết dọc đường) hoặc các vấn đề sức khỏe thông thường và có thể điều trị được.
Một số người cho thú cưng an tử vì các bệnh nan y hoặc chấn thương nặng khó có thể phục hồi, trong khi những người khác thậm chí làm điều đó vì các vấn đề sức khỏe thông thường mà họ không thể hoặc sẽ không trả tiền để điều trị. Những người chủ có trách nhiệm hơn sẽ đưa con vật cưng đến một nơi trú ẩn, hoặc gọi cho một tổ chức cứu hộ, nơi nó sẽ được chăm sóc chu đáo cho đến khi có thể tìm được một ngôi nhà mới. Một phương pháp khác là tìm nhà mới (chủ sở hữu khác). Tuy nhiên, không phải lúc nào những con vật nuôi tội nghiệp đáng thương này cũng có thể tìm thấy nhà, và các loài thú nuôi dôi dư này thường được sử dụng để nhường chỗ cho những vật nuôi mới hơn, trừ khi những tổ chức có chính sách cấm giết chóc động vật và can thiệp để thực thi quyền động vật.
Hiệp hội Nhân đạo của Hoa Kỳ (Humane Society of the United States) ước tính rằng có khoảng 2,4 triệu con mèo và chó khỏe mạnh, có thể nuôi được bị giết mỗi năm ở Hoa Kỳ vì không có đủ chổ chứa trong nhà. Cơ quan bảo vệ động vật ủng hộ chiến dịch nhận nuôi thay vì mua động vật để giảm số lượng động vật phải chịu hạn ngạch này. Nhiều trại tạm trú và cứu hộ động vật khuyến khích việc giáo dục thú cưng hoặc cưng nựng vật nuôi để giảm số lượng động vật bị giết chết trong các nơi tạm trú và giúp kiểm soát số lượng vật nuôi. Để giúp giảm số lượng động vật bị giết chết mỗi năm, một số trại tạm trú đã phát triển chính sách không giết thú cưng.
Best Friends Animal Society là nơi trú ẩn lớn nhất ở Hoa Kỳ áp dụng các chính sách như "Save Them All" (bảo vệ tất cả chúng). Giống như nơi trú ẩn này và nhiều nơi khác, họ cố gắng nuôi những động vật của mình đang giữ hộ miễn là có thể tìm được nhà mới cho chúng. Các trại tạm trú của thành phố và các trại tạm trú do chính phủ tài trợ hiếm khi có chính sách này vì số lượng lớn động vật mà họ nhận được dẫn đến nguồn kinh phí không đủ để chu cấp đường dài. Nơi trú ẩn này thường được điều hành bởi các nhóm có tình nguyện viên hoặc cá nhân có đủ không gian để nuôi dưỡng vật nuôi cho đến khi tìm được nhà mới. Tuy nhiên, nhiều nhóm và cá nhân trong số này có một số lượng chỗ trống hữu hạn. Điều này có nghĩa là họ sẽ không nhận động vật mới trừ khi có không gian mở ra, mặc dù họ thường nhận lại những vật nuôi mà họ đã nhận nuôi trước đó. Đôi khi họ cố gắng tìm nhà nuôi dưỡng động vật trong viện dưỡng lão, trong đó con vật được tạm thời cho vào nhà cho đến khi có người nhận nuôi chúng.

## Quá trình
Vấn đề trọng tâm trong việc nhận con nuôi là liệu người nhận nuôi mới có thể cung cấp một ngôi nhà an toàn, bảo vệ và lâu dài cho vật nuôi được nhận nuôi hay không. Các tổ chức cứu hộ, nhà tạm trú và tổ chức giải cứu động vật có quyền từ chối cung cấp vật nuôi cho những người mà họ cho là không đủ điều kiện dựa trên đánh giá của họ về khả năng cung cấp cho con vật nuôi một ngôi nhà phù hợp. Đôi khi, người chủ mới có thể phải đối mặt với những thách thức về đào tạo hoặc hành vi với một con vật cưng bị bỏ rơi, sự lạm dụng, ngược đãi động vật hoặc không được huấn luyện. Trong phần lớn các trường hợp, sự kiên nhẫn, khả năng huấn luyện động vật, bền bỉ và nhất quán trong việc chăm sóc, và tình yêu thương sẽ giúp thú cưng vượt qua quá khứ đau buồn của nó.
Ở Canada, các trại động vật hoặc hiệp hội nhân đạo có uy tín phải trải qua một quá trình kỹ lưỡng để đảm bảo rằng vật nuôi tiềm năng và gia đình tương ứng của chúng phù hợp và chuẩn bị tốt cho cuộc sống phía trước của chúng. Phí nhận con nuôi bao gồm cả phí thiến hoạn, tiêm phòng, chăm sóc thú y bao gồm tất cả các loại vắc xin được cập nhật, gắn micro-chipping và bảo hiểm vật nuôi. Các hình thức kiểm tra này có thể gồm phỏng vấn qua điện thoại, bảng câu hỏi bằng văn bản và thăm trực tiếp thu thập thông tin về lịch sử của gia đình tiềm năng với vật nuôi, lối sống, thói quen và khả năng của họ đối với các điều kiện của vật nuôi được nhận nuôi. Vật nuôi đã lớn có thể khó được nhận nuôi hơn do thực tế là chúng có thể có những thói quen hoặc hành vi sẵn có khó quản lý hoặc không mong muốn. Sau khi điền vào đơn xin nhận nuôi một con vật, cũng phải trả một khoản phí nhận thú nuôi để nhận nuôi thú.